# Lucterios
Lucterios ou Luctère (latinisé en Lucterius) est un aristocrate gaulois du peuple des Cadurques (Cadurci, peuple habitant l’actuelle région de Cahors et du Quercy), le dernier avec le Sénon Drappès à résister à l'invasion des légions romaines de Jules César à la fin de la Guerre des Gaules.

## Guerre des Gaules

La Guerre des Gaules.

Il nous est connu par les Commentaires sur la Guerre des Gaules de Jules César. Lucterios se rallie en 52 av. J.-C., à la cause de Vercingétorix qui « envoie chez les Rutènes, avec une partie des troupes, le Cadurque Lucterios, homme d’une rare intrépidité ». Il « les gagne aux Arvernes. Il pousse chez les Nitiobroges et chez les Gabales, reçoit de chaque peuple des otages, et, ayant réuni une forte troupe, entreprend d’envahir la Province, en direction de Narbonne ». César renforce ses positions et Lucterios renonce à traverser les Cévennes en hiver. Plus tard, Lucterios participe au siège d'Alésia et à la défaite gauloise.
Hirtius, historiographe de Jules César, raconte le siège d'Uxellodunum, place forte appartenant aux Cadurques dont la position géographique reste controversée. Un an après la reddition de Vercingétorix à Alésia, Lucterios et Drappès le Sénon réunissent leurs forces avec à nouveau l'intention d'envahir la Provincia. Menacés par les légions de Caninius, ils se réfugient dans l'oppidum d'Uxellodunum après s'être ravitaillés en blé. César intervient en personne et prend la ville en la privant d'eau. Vaincu, Lucterios cherche refuge chez le chef arverne Epasnactos, qui rallié à Rome, le livre à César.
Ce chef gaulois est aussi attesté par la numismatique ; deux monnaies lui sont attribuées, avec la légende LVXTIIRIO qui a été interprétée dès le XIXe siècle comme étant le nom du chef Lucterios cité par César dans ses Commentaires. L'une est en argent, avec des caractéristiques propres aux monnaies dites "à la croix" (ce qui confirme une probable attribution aux Cadurques), et l'autre en bronze présente la tête présumée du chef au droit et un cheval au revers. 
Au total les compte-rendus dans le Bulletin de la Société des Études Littéraires, Scientifiques et Artistiques du Lot, répertorient au moins 9 pièces attribuées à Luctérius.

## Sources
- Venceslas Kruta, Les Celtes, Histoire et dictionnaire, Éditions Robert Laffont, coll. « Bouquins », Paris, 2000.  (ISBN 2-7028-6261-6)
- Paul M. Martin, Vercingétorix, GLM (Perrin), Paris, 2000.  (ISBN 2-7028-4430-8)